# Asteroidi troiani di Nettuno

L'immagine mostra la distribuzione di alcuni dei troiani di Nettuno (in verde) e per paragone quella dei plutini (in rosso). L'asse orizzontale del grafico riporta il semiasse maggiore in UA (in bianco) e il periodo orbitale (in verde). L'asse verticale riporta l'inclinazione orbitale (in grigio). La grandezza del cerchio esprime le dimensioni dell'oggetto quando questa ha una stima attendibile, altrimenti rappresenta la sua magnitudine assoluta (H), in alto a sinistra la legenda. I segmenti rossi e verdi esprimono indirettamente l'eccentricità dell'orbita, l'estremità a sinistra del segmento è il perielio, quella a destra l'afelio.

L'animazione mostra il percorso di sei troiani di Nettuno nel punto L4. Il pianeta è mantenuto fermo ed è il puntino bianco in basso a destra. In blu è rappresentata l'orbita di Urano, in giallo quella di Saturno e in rosso quella di Giove. Ogni frame dell'animazione rappresenta 164,8 anni, il periodo orbitale di Nettuno. La simulazione copre un periodo di 14500 anni, 88 frame.

Gli asteroidi troiani di Nettuno sono un gruppo di asteroidi che condividono l'orbita e il periodo orbitale di Nettuno intorno al Sole. Risiedono a 60° di distanza nei punti di Lagrange.
Attualmente si conoscono solo ventitré asteroidi di questo tipo, venti di essi si trovano intorno al punto L4, quello che si trova davanti a Nettuno lungo la sua orbita e tre intorno al punto L5, quello che si trova dietro. I ventitré sono:
- 385571 Otrera
- 385695 Clete
- (527604) 2007 VL305
- (530664) 2011 SO277
- (530930) 2011 WG157
- (612243) 2001 QR322 (il primo scoperto, nel 2001)
- (613490) 2006 RJ103
- 2005 TN53
- 2010 TS191
- 2010 TT191
- 2012 UV177
- 2012 UD185
- 2013 VX30
- 2014 QO441
- 2014 QP441
- 2014 UU240
- 2015 RW277
- 2015 VV165
- 2015 VW165
- 2015 VX165

Altri tre oggetti sono stati finora individuati nel punto Lagrangiano L5:
- 2008 LC18
- 2011 HM102
- 2013 KY18

Resta dubbia la classificazione di 2004 KV18, inizialmente considerato un Troiano orbitante nel punto L5 di Nettuno, ma che secondo alcuni studi, a causa della sua elevata eccentricità, potrebbe modificare la sua orbita su scale di tempi relativamente brevi, dell'ordine dei 100.000 anni.
Un altro caso atipico è quello di (316179) 2010 EN65, che ha un'orbita che lo porta ad oscillare tra i punti lagrangiani L4 e L5, passando per il punto L3.
La scoperta di 2005 TN53 in un'orbita molto inclinata (>25°) suggerisce l'esistenza di un fitto gruppo di troiani.
Si ipotizza che i grandi troiani di Nettuno (con raggio di 100 km circa) possano essere più numerosi di quelli di Giove di un ordine di grandezza.
I troiani di Nettuno nel punto L5, sono stati studiati anche dalla sonda New Horizons che nel suo viaggio verso Plutone è passata attraverso quella regione nel 2014.
Quando sono stati scoperti gli asteroidi (309239) 2007 RW10 e (613100) 2005 TN74 si era creduto che fossero asteroidi troiani di Nettuno. 2005 TN74 è probabilmente un oggetto transnettuniano in risonanza 3:5 con Nettuno.
Per quanto riguarda la denominazione, nel 2015 l'UAI ha stabilito che ai troiani di Nettuno vengano assegnati nomi di Amazzoni, senza distinzione tra i gruppi L4 e L5. A partire dal 2019, i primi troiani di Nettuno denominati sono stati 385571 Otrera (dedicato ad Otrera, nella mitologia greca la prima regina delle Amazzoni) e 385695 Clete (dedicato a Cleta, nutrice della regina Pentesilea, che guidò le Amazzoni nella guerra di Troia).